# DENDRAL
DENDRAL은 AI의 활동 영역중 Expert System에서 성공적으로 사용되고 있는 모델이다. 위 모델은 유기 분자의 구조를 추론하도록 설계되었다.

## 역사
1960년대에 최초의 보건분야 인공지능인 덴드랄이 개발되었다. 덴드랄은 최초의 실용적인 인공지능이다. 덴드랄은 원래 정치학 전공자였던 허버트 사이먼에게 지도를 받고 논리학을 전공한 학자 에드워드 파이젠바움이 유전학자 조슈아 리더버그의 외계 생명체 연구를 돕기 위해 화학 분야에서 개발한 것이다.

## 같이 보기
- 보건분야의 인공지능